# Hemigrapha asteriscus
Hemigrapha asteriscus är en svampart som först beskrevs av Johannes Müller Argoviensis, och fick sitt nu gällande namn av R. Sant. ex D. Hawksw. 1975. Hemigrapha asteriscus ingår i släktet Hemigrapha och familjen Parmulariaceae.   Inga underarter finns listade i Catalogue of Life.